# Karin Juel
Karin Sofia Järrel, känd under tidigare namnet Karin Juel, ogift Engdahl, född 26 maj 1900 på Kungsholmen i Stockholm, död 2 maj 1976 i Stockholm, var en svensk sångerska,  skådespelerska och författare.

## Biografi
Karin Juel kom mycket tidigt till Jönköping där hon växte upp som enda barnet hos fosterföräldrarna grosshandlare Bror Engdahl och hans hustru Edla Petersson (som var moster till författaren Martin Koch). Efter giftermålet med Niels Juel 1925 började hon tillsammans med sin make uppträda med visaftnar, och som vissångare i radio i början av 1930-talet, och började från 1932 att göra grammofoninspelningar. 1933 debuterade som soloartist med en visafton på Konserthuset. Karin Juel debuterade på grammofon år 1933 då hon akompanjerad av Sune Waldimirs Orkester sjöng in låten På Ancora Bar av Kai Gullmar med text Fritz-Gustaf och kom att bli en av Sveriges första schlagersångerskor. 1934–1937 var hon engagerad vid Blancheteatern och gästspelade hos Karl Gerhard vid Stora Teatern, Göteborg 1938 och 1939. Hon är mest känd för sina insjungningar av kusinen Martin Kochs visor, exempelvis Lyckan och Blomman. Hon turnerade över hela Skandinavien och medverkade i olika radioinspelningar, oftast till Sune Waldimirs orkester. Hon medverkade också i revyer och sjöng in ett stort antal visor och schlager på skiva under sin karriär.
Hon skrev även romaner, först under pseudonymen Kathrine van Goeben, men senare under eget namn: "... underhållningsromaner, som gärna förenade sociala motiv med romantiserande drag". De översättningar hon gjorde under 1960- och 1970-talet var också underhållningsböcker.
Under många år hade Karin Juel en frågespalt för rådgivning kring personliga problem i veckotidningen Allers. 
Hon var tidigt en förkämpe för homosexuella, i en tid då ämnet var starkt tabubelagt. Juel gjorde också antinazistiska framträdanden i Danmark, samtidigt som landet var ockuperat av Nazityskland.

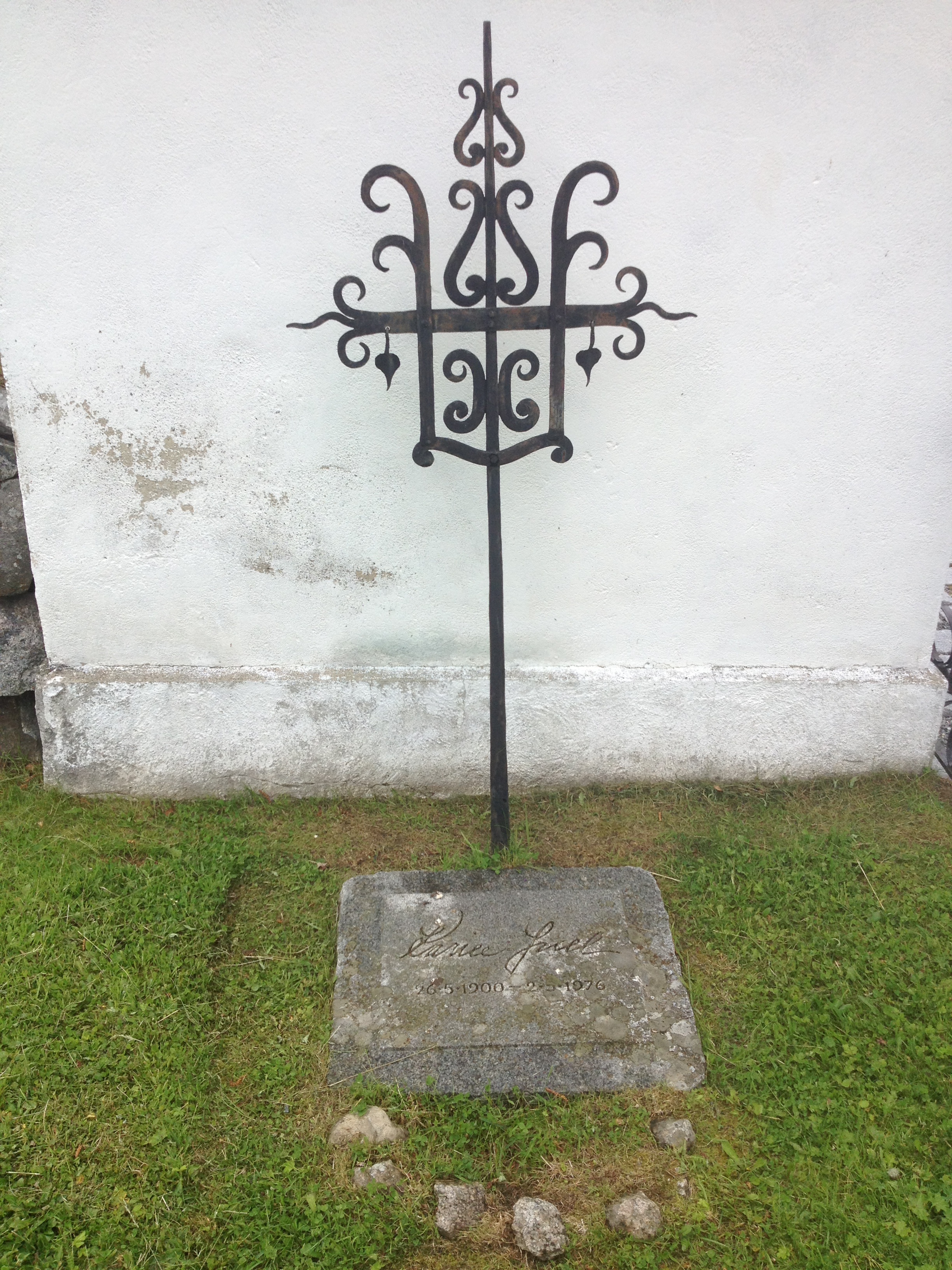
Karin Juels grav vid Bergs kyrka, Jämtland.

Under 1950-talet gav radion henne allt större uppgifter, till exempel serien Karin spelar för husmödrarna – ett mycket populärt program med en för tiden ovanligt öppen och personlig ton. Fjorton gånger var hon också programledare för Det ska vi fira.

## Familj
Karin Juel var gift tre gånger. Första äktenskapet varade 1920–1925 med Holger Dahlman (1894–1959), och paret fick en son – regissören Bengt Järrel. Andra gången var hon gift 1925–1934 med översten och sångaren Niels Juel och fick en dotter, skådespelerskan Inger Juel 1926. Tredje gången var hon gift 1937–1948 med skådespelaren Stig Järrel. I och med andra vigseln blev Karin Juel hennes artistnamn. Känt barnbarn är författaren Thérèse Juel. 
Karin Juel är gravsatt vid Bergs kyrka i Jämtland. Hon hade ett fritidshus vid foten av det närliggande Hoverberget.

## Filmografi
- 1935 – Ungkarlspappan
- 1946 – Vi ha hört …
- 1961 – Pojken i trädet

## Teater

### Roller
| År   | Roll        | Produktion                | Regi               | Teater         |
| ---- | ----------- | ------------------------- | ------------------ | -------------- |
| 1934 | Medverkande | Razzia, revy Kar de Mumma | Harry Roeck-Hansen | Blancheteatern |

## Romaner
- Prostens dotter (Lindblad, 1933)
  - Dansk översättning: Provstens Datter (1935)
  - Nederländsk översättning: De dochter van den proost (1943)
- Jordens famn: roman (Bonnier, 1934)
  - Dansk översättning: Jordens Favn (1936)
- Stammen och grenarna: en familjehistoria (Bonnier, 1940)
  - Dansk översättning: Stammen og Grenene (1943)
- Tre fäder: roman (Bonnier, 1942)
- Ekot av ett skott (Norstedt, 1945) (under pseud. Kathrine van Goeben)
- I anden fattig (Norstedt, 1948)
  - Norsk översättning: Fattig i ånden (1949)
  - Dansk översättning: Pigen med det glade Hjerte (1949)
- Att söka lyckan (Wahlström & Widstrand, 1958)
- Tillbaka till livet (B. Wahlström, 1965)
- Vem är det jag älskar? (Kometförlaget, 1967)
- Så har ödet bestämt (Kometförlaget, 1967)
  - Norsk översättning: Det har skjebnen bestemt (1977)
- Den stora kärleken (Kometförlaget, 1967)
- På dunkla vägar (Kometförlaget, 1967)
- Känn att du lever (Kometförlaget, 1967)
- Irina (Kometförlaget, 1967)
- Flickan från fjärran (Kometförlaget, 1967)
  - Norsk översättning: Hun ga ham livet (1979)
- Att en gång älska (Kometförlaget, 1967)
- Mitt möte med det övernaturliga (1972)
- Löftet (Askild & Kärnekull, 1973)
  - Norsk översättning: Løftet (1974)
- Tillbaka till livet (B. Wahlström, 1975)
  - Dansk översättning: Tilbage til livet (1975)

## Översättningar
- Bodil Forsberg (pseudonym för Erling Poulsen): Flickan i spegeln (Den hvide brud) (B. Wahlström, 1964)
- Bodil Forsberg (pseud. för Erling Poulsen): Jonna (Jonna) (B. Wahlström, 1964)
- Erling Poulsen: Den lilla flyktingen (Den lille flygtning) (B. Wahlström, 1964?)
- Bodil Forsberg (pseud. för Erling Poulsen): Regnbågen (Regnbuen) (B. Wahlström, 1964?)
- Bodil Forsberg (pseud. för Erling Poulsen): Stackars Susanne (Synd for Susanne) (B. Wahlström, 1964?)
- Bodil Forsberg (pseud. för Erling Poulsen): Himlastegen (Giv mig stjernerne) (B. Wahlström, 1967?)
- Bodil Forsberg (pseud. för Erling Poulsen): I främmande hus (Sygeplejersken) (B. Wahlström, 1968)
- Karl Zumbro: Hennes hemlighet (B. Wahlström, 1968)
- Karl Zumbro: Gör henne lycklig (Das Ende vor Augen) (B. Wahlström, 1968?)
- Netta Muskett: Skuggan från det förflutna (Misadventure) (Kometförlaget, 1969)
- Netta Muskett: På flykt från kärleken (Love in amber) (Kometförlaget, 1969)
- Dorothy Quentin: Det svåra beslutet (The little hospital) (Kometförlaget, 1970)
- Margurite Lees: Ett fall för doktor Harrow (Nursing auxiliary) (Kometförlaget, 1970)
- Dorothy Eden: I väntan på Willa (Waiting for Willa) (B. Wahlström, 1977)
- Netta Muskett: I Afrikas hetta (Flame of the forest) (B. Wahlström, 1960-tal?)

## Musikinspelningar - LP och CD
- Att älska i vårens tid. LP. Cupol. 1972.
- Lyckan : 22 originalinspelningar 1934−1946. CD. Ancha. 2001
- Svenska sångfavoriter. [Inspelad 1933−1945]. CD. Odeon. 2005.
- Visans gyllene tid, utgiven av Samfundet för visforskning. Sundbyberg. Four Leaf Clover, 2005. (en bland många medverkande)

## Diskografi
- Liliedahl, Karleric, Karin Juel : en diskografi. Trelleborg: förf., 1972.

### Fotnoter
1. ↑  Han tillhörde Forstenasläkten, vilken på 1990-talet återinfördes i Adelskalendern.